# Храм Троицы Живоначальной в Конькове
Храм Тро́ицы Живонача́льной в Конько́ве — приходской православный храм в районе Коньково в Москве. Относится к Андреевскому благочинию Московской епархии Русской православной церкви.
Главный престол освящён в честь Троицы Живоначальной, приделы — во имя преподобного Сергия Радонежского и в память Положения Ризы Божией Матери во Влахерне.
Здание храма — памятник градостроительства и архитектуры федерального значения. Архитектурный стиль — Нарышкинский.

## История
Построен постельничим Гаврилой Ивановичем Головкиным (по другим данным, окольничим С. Ф. Толочановым) в 1690—1694 годах как домовый храм, причем первоначально главный престол был освящён в честь преподобного Сергия Радонежского, приделы — в честь Ризоположения и святителя Филиппа, митрополита Московского. Относился к Пехрянской десятине Московского уезда.
Согласно источнику от 7202 (1694) года «20 июня 7200 (1692) года по указу патриарха и пометой на выписке Андрея Денисовича Владыкина новопостроенной церкви Пресвятой Троицы, которую построили постельничный Гаврила Иванович Головкин в поместье своём, да стольник Фёдор Ильич Безобразов в вотчине своей, в Московском уезде, в Чермневом стану в деревне Степановской (Емелинской, Бесовой)…»
В 1747 году упоминается как церковь каменная Живоначальной Троицы в селе Коньково, которым владеет граф Александр Гаврилович Головкин .
В 1808 году были пристроены второй ярус колокольни и трапезная.
В 1939 году храм был закрыт и осквернён: кресты сняты, разрушены центральная глава и барабан, сброшены колокола, обрушена часть колокольни, конфискованы священные образа и книги. В апреле 1990 года богослужения были возобновлены. Восстановлены колокольня и купола храма.
12 апреля 2021 года указом патриарха Кирилла при храме Живоначальной Троицы в Конькове учреждено представительство Кишинёвско-Молдавской митрополии; настоятелем храма назначен митрополит Кишинёвский и всея Молдовы Владимир (Кантарян).

## Духовенство
Настоятели
- 1704—1709 Иван Ильин
- 1747 Дмитрий Савинов[1]

- С августа 1990 по март 1991 года — иерей Валентин;
- с марта 1991 до 1998 года — иерей Георгий Красноложкин;
- с 1998 года — игумен Максим (Рыжов).
- с 12 апреля 2021 года — Владимир (Кантарян), митрополит Кишиневский и всея Молдовы

## Богослужение
Богослужение: ежедневно — утреня, литургия в 8:00; по воскресеньям и праздникам — литургия в 7:00 и 9:00, накануне — всенощное бдение в 17:00.

## Расположение
- Адрес: 117437, Москва, Профсоюзная улица, д. 116а.
- Телефон: (495) 335-17-76.
- Метро: «Коньково», «Беляево».